# Airdevronsix-Eisfälle
Die Airdevronsix-Eisfälle sind eine Reihe von Gletscherbrüchen des Airdevronsix-Gletschers am Kopfende des Oberen Wright-Gletschers im ostantarktischen Viktorialand.
Benannt wurden sie bei der Operation Deep Freeze (1956–1957) nach der Flugstaffel VX-6 der United States Navy (US Navy Air Development Squadron Six), die zahlreiche Versorgungs- und Erkundungsflüge in der Antarktis unternahm.